# Armando da Silva Ferreira
Armando da Silva Ferreira (Lisboa, 25 de Novembro de 1893 — 3 de Dezembro de 1968) foi um engenheiro, jornalista e escritor português.

## Biografia
Nasceu na cidade de Lisboa, em 25 de Novembro de 1893. Em 1918, completou a sua formatura em engenharia.
Em 1918, foi nomeado como engenheiro do Ministério da Agricultura, e no ano seguinte foi convidado a ocupar o cargo de secretário da Anglo-Portuguese Telephone Company.
Iniciou a sua carreira como jornalista em 1918, no periódico A Capital, onde foi pouco depois promovido a chefe de redacção. Colaborou igualmente noutras publicações, incluindo o Comércio do Porto, ABC, Ilustração Portuguesa, Jornal da Europa Zé, O Século Ilustrado, Gazeta dos Caminhos de Ferro, e o semanário O Domingo Ilustrado  (1925-1927). Também foi um teatrólogo destacado, tendo escrito crítica teatral no Diário Popular, Notícias Ilustrado e no Jornal do Comércio.
Deixou uma vasta obra literária, tendo escrito sobre vários temas, destacando-se principalmente como humorista. Uma das suas principais obras foi a série Lisboa sem Camisa, baseada no livro Lisboa em Camisa, de Gervásio Lobato. Fundou a Sociedade de Autores e Compositores Portugueses, e quando faleceu, era administrador da companhia Amélia Rey Colaço - Robles Monteiro.
Morreu na tarde de 3 de Dezembro de 1968. O funeral realizou-se no dia seguinte, desde a Igreja de São José dos Carpinteiros até ao Cemitério do Alto de São João.

## Obras
- Nuvem que Passa
- Às Três Pancadas (em colaboração com
- Pirilampos (versos), 1911
- Rosário (versos), 1912
- Era uma vez (contos), 1915
- À la minute… (contos), 1916
- Guida (romance), 1916
- Contos do Vigário, 1917
- Do amor à loucura (novela), 1917
- A menina dos olhos castanhos (novela),  1917
- Os humildes (contos), 1917
- Da vida que passa (contos), 1918
- Contos  maduros, 1918
- Crónicas de Viagem, 1922
- O meu crime (folhetins de A  Capital), 1923
- Tito e Tátá, no país da fantasia (literatura infantil), 1928
- Branco e Negro (contos), 1929
- Contos escuros, 1931
- Nau Catrineta (literatura infantil), 1931
- Contos alegres, 1932
- A Casa do Diabo (policial),  1933
- Lisboa sem Camisa, 1935, série de 3 livros:
  - O Casamento de Fifi Antunes
  - O Baile dos Bastinhos
  - O Galã de Alcãntara
- Amor de Perdigão, 1938
- A Família Piranga,  1939
- As Aventuras de D. Martinho de Aguilar em Lisboa, 1939
- A Barata  Loira, 1941
- Glória, 1941
- Um livro de Graça, 1942
- Sorte Grande, 1942
- Os  meus fantoches (contos), 1943
- Coisas da Maria Rita, 1944
- Remédio das  Caldas (romance humorístico), 1944
- Prefácio à organização da Antologia de  Humoristas Portugueses, Falecidos até 1945
- Caixinha de Rapé: Filosofia dos  que riem, 1946
- Fortuna: Novela de Costumes Populares Lisboetas Sujeita a Mote, 1947
- Antologia de Humoristas Franceses, Italianos, Húngaros e Portugueses  Contemporâneos, 1948.